# Chiara Mastalli
Chiara Mastalli (Roma, Itália, 2 de Agosto de 1984) é uma atriz italiana de televisão e cinema.
Ela ganhou reconhecimento por interpretar o papel da personagem Eirene na série original da HBO Roma. Ela aparece tanto na primeira como na segunda temporada da série.

## Filmografia

### Cinema
- Ten Minutes Older: The Cello (2001)
- Tre metri sopra il cielo (2003)
- Uomini Donne Bambini e Cani (2003)
- Notte prima degli esami (2005)
- Notte prima degli esami - Oggi (2007)

### Televisão
- Sei forte maestro (2000)
- Carabinieri (2002)
- Casa famiglia (2002)
- Padri e Figli (2003)
- Il Maresciallo Rocca 5 (2005)
- Simuladores (2005)
- Roma (2005)
- L'amore spezzato (2005)
- Codice rosso (2005)